# Hilda De Luca
Hilda De Luca es una productora de cine venezolana con más de 30 años de trayectoria profesional. Su carrera en el cine ha sido ampliamente reseñada en medios venezolanos. De Luca ha actuado también como jurado en diversas e importantes premiaciones, entre ellas el Festival Internacional de Cine de Caracas 2014, el  Festival del Cortometraje Nacional “Manuel Trujillo Durán”,  y en la selección de películas postuladas por Venezuela a la XXVIII edición los Premios Goya. Como productora de teatro, De Luca se hizo acreedora de mención honorífica del Premio Municipal de Teatro 2009 por la obra La Cantata del Rey Miguel.

## Carrera profesional
Ha sido Jefe de Producción de largometrajes como Al borde de la línea (2007), Manuela Sáenz (2000), Les oreilles sur le dos (2002), Santera (1994) y Brigada central II: La guerra blanca (primer episodio, 1992). Ha participado igualmente en la producción de muchas otras películas incluyendo El jaguar (1996) y Emmanuelle 6 (1988). Ha trabajado para destacados directores venezolanos y europeos incluyendo a Román Chalbaud, Diego Risquez, Francis Veber, Pedro Masó, y Héctor Babenco. En las aulas se ha destacado impartiendo talleres de producción cinematográfica patrocinados por diversas instituciones venezolanas. De Luca es egresada del Columbia College, Los Ángeles, California, con especialización en Cine.